# Centrale de Shawinigan-2
Cet article concerne la centrale mise en service en 1911. Pour la centrale mise en service en 1948, voir centrale de Shawinigan-3. Pour les autres significations, voir Shawinigan (homonymie).
La centrale de Shawinigan-2 est une centrale hydroélectrique au fil de l'eau d'Hydro-Québec érigés sur la rivière Saint-Maurice, à Shawinigan, dans la région administrative de la Mauricie, au Québec. La centrale a été construite en 1910 sous la supervision de l'ingénieur Julian C. Smith. Elle est mise en service en 1911 avec deux alternateurs à axe horizontal d'une puissance de 11 kW. Elle est agrandie à trois reprises, en 1913, 1922 et 1928, portant sa puissance installée à 204,5 MW.